# Moartea unui președinte
Moartea unui președinte: Noiembrie 1963 este relatarea din 1967 a istoricului William Manchester despre asasinarea președintelui Statelor Unite ale Americii, John F. Kennedy. Cartea a atras atenția publicului înainte de publicare atunci când văduva lui Kennedy, Jacqueline, care inițial îi ceruse lui Manchester să scrie cartea, a cerut autorului să facă modificări în manuscris.

## Descriere
Cartea este dedicată: „Pentru toți cei în a căror inimă trăiește încă, paznic neobosit al onoarei”.
Cartea prezintă câteva zile din sfârșitul lunii noiembrie 1963, începând de la o mică recepție pe care Kennedy a organizat-o la Casa Albă miercuri, 20 noiembrie, seara înainte de vizita la Dallas, Texas, trecând prin zborul spre Texas, caravana motorizată, asasinatul, spitalul, călătoria cu avionul înapoi la Washington, D.C., și înmormântarea de luni, 25 noiembrie. Tensiunea dintre facțiunile Kennedy și Johnson, reacția la nivel mondial și omorul televizat al lui Lee Harvey Oswald de către Jack Ruby sunt discutate în detalii meticuloase.

## Context

### Începutul
La începutului anului 1964, Jacqueline Kennedy l-a angajat pe Manchester să facă o relatare a asasinatului. Ea și familia Kennedy doreau o relatare definitivă a evenimentelor pentru a preîntâmpina alte cărți, inclusiv viitoarea cartea a lui Jim Bishop, Ziua când Kennedy a fost împușcat. Kennedy era familiarizată cu munca lui Manchester după cartea Portretul unui președinte: John F. Kennedy, relatarea sa despre primul an și jumătate al președinției acestuia. Manchester îl cunoscuse și ajunsese să-l admire pe John Kennedy când ambii se recuperaseră în urmă rănile încasate în război.
Acordul stipula că Jacqueline Kennedy și fratele președintelui, Robert F. Kennedy, pe atunci procuror general, trebuiau să aprobe manuscrisul. În cadrul acordului, Manchester urma să primească un avans de 36.000 de dolari, dar numai în schimbul veniturilor din prima ediție. Toate celelalte câștiguri urmau să meargă la Biblioteca John F. Kennedy.
Kennedy i-a promis lui Manchester interviuri exclusive cu membrii familiei petrecând 10 ore cu acesta. Manchester a intervievat 1.000 de persoane pentru carte, inclusiv pe Robert F. Kennedy; doar Marina Oswald a refuzat. Lucrând 100 de ore pe săptămână timp de doi ani pentru a respecta termenul limită de publicare din 1967, stresul produs de realizarea cărții a făcut ca Manchester să meargă la spital din cauza epuizării nervoase timp de mai mult de două luni, unde a finalizat un manuscris de 1.201 de pagini și 380.000 de cuvinte.
Manchester i-a dat manuscrisul editorului său de la Harper & Row, Evan Thomas, și familiei Kennedy pentru revizuire în martie 1966. A primit o ofertă de 665.000 de dolari de la revista Look pentru drepturile de serial; agentul său obținuse un acord conform căruia plățile pentru serializare urmau să meargă la autor.

### Controversă
Atât Jacqueline, cât și Robert F. Kennedy au refuzat să citească manuscrisul, delegând revizuirea membrilor fostei administrații Kennedy, John Seigenthaler, Ed Guthman și Richard N. Goodwin. Ei credeau că pasajele din carte „nefavorabile” lui Johnson ar putea prejudicia planurile politice ale lui Robert Kennedy pentru alegerile din 1968 și au cerut să fie făcute niște schimbări. Pam Turnure, secretara lui Jacqueline Kennedy, a citit de asemenea manuscrisul; alarmată de multe „revelații personale” din interviurile lui Jacqueline cu Manchester, cum ar fi faptul că fuma țigări (ceva ce Jacqueline Kennedy ascunsese în Casa Albă), ea a furnizat, de asemenea, liste de modificări. În plus, Jacqueline Kennedy credea că încasările din oferta din partea revistei Look ar trebui să ajungă la Biblioteca Kennedy. Ea a susținut că interviurile sale cu Manchester fuseseră destinate bibliotecii, a amenințat că va bloca publicarea cărții dacă schimbările nu sunt făcute, a oferit fără succes revistei Look 1 milion de dolari pentru a anula serializarea și, la sfârșitul anului 1966, a intentat un proces în care cerea instanței să emită un ordin pentru a opri publicarea cărții.
Articolele de presă despre decizia sa speculau asupra conținutului cărții. Printr-un acord în afara instanței, în ianuarie 1967, Manchester a fost de acord să șteargă 1.600 de cuvinte din serial și șapte din cele 654 de pagini din carte. Deși titlurile menționau că Jacqueline Kennedy este învingătoare, Manchester a pretins că ceea ce a șters erau „nepericuloase” și a păstrat taxa pentru serializare.

### Urmări
Harper & Row a publicat Moartea unui președinte în primăvara anului 1967, primind recenzii bune. A vândut mai mult de 1 milion de exemplare până în vară și ulterior a primit Premiul Internațional Literar Dag Hammarskjold. Până în 1970, cartea adusese Bibliotecii Kennedy venituri de 1 milion de dolari din drepturi de autor.
În 1988, cartea a fost reeditată, iar Manchester a scris un nou cuvânt înainte. Oamenii se întrebau dacă va actualiza și modifica lucrarea sa originală. Manchester a scris că, în opinia sa, nu existau noi evoluții.
Familia Kennedy controlează materialele legate de Moartea unui președinte. Înregistrările interviurilor lui Jacqueline Kennedy cu autorul sunt sigilate la Biblioteca Kennedy până în 2067. Manuscrisul original al lui Manchester este păstrat la Universitatea Wesleyan cu „utilizare extrem de restricționată” și, conform fiului său John Manchester, familia Kennedy a hotărâtă ca aceasta să nu mai fie publicată.

## Traduceri în limba română
- 1968 - Moartea unui președinte: Noiembrie 1963, Ed. Politică, traducere Anda Boldur, 907 pagini